# Mosty u Jablunkova (nádraží)
Mosty u Jablunkova (Mosty koło Jabłonkowa) jsou železniční stanice, která se nachází v obci Mosty u Jablunkova na adrese Mosty u Jablunkova 296. Stanice leží na železniční trati Bohumín–Čadca.　

## Historie
Původní název stanice (od roku 1871) byl jen Mosty, v roce 1953 byl rozšířen na Mosty u Jablunkova. Od roku 2010 se název stanice používá ve dvou jazykových variantách, a to ve formátu Mosty u Jablunkova (Mosty koło Jabłonkowa).
Od 15. října 2013 bylo elektronické stavědlo typu ESA 11 instalované ve stanici dálkově řízeno ze stanice Návsí, následně byla 31. října 2013 ukončena dopravní služba výpravčího.

## Fotogalerie

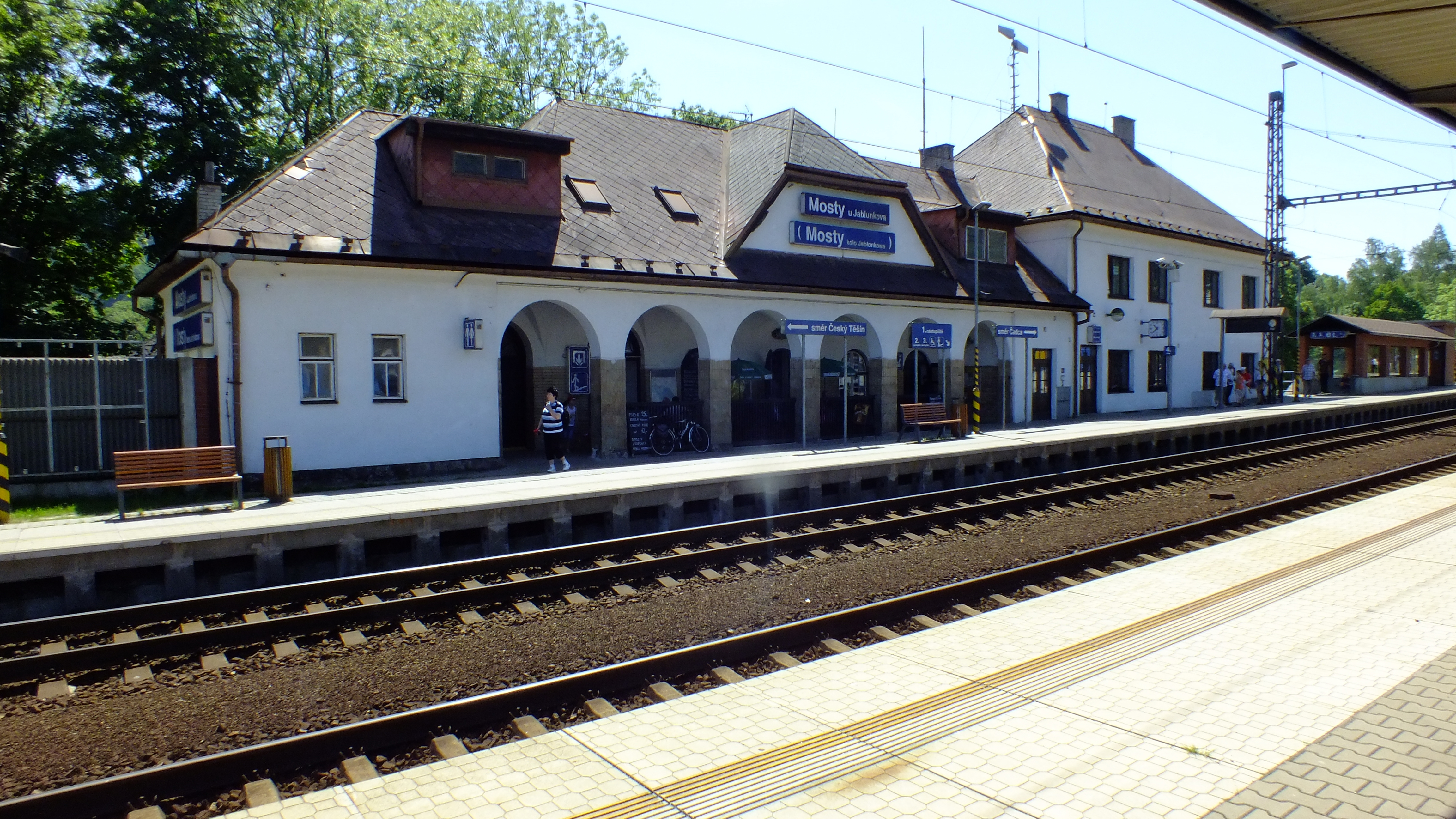
Staniční budova
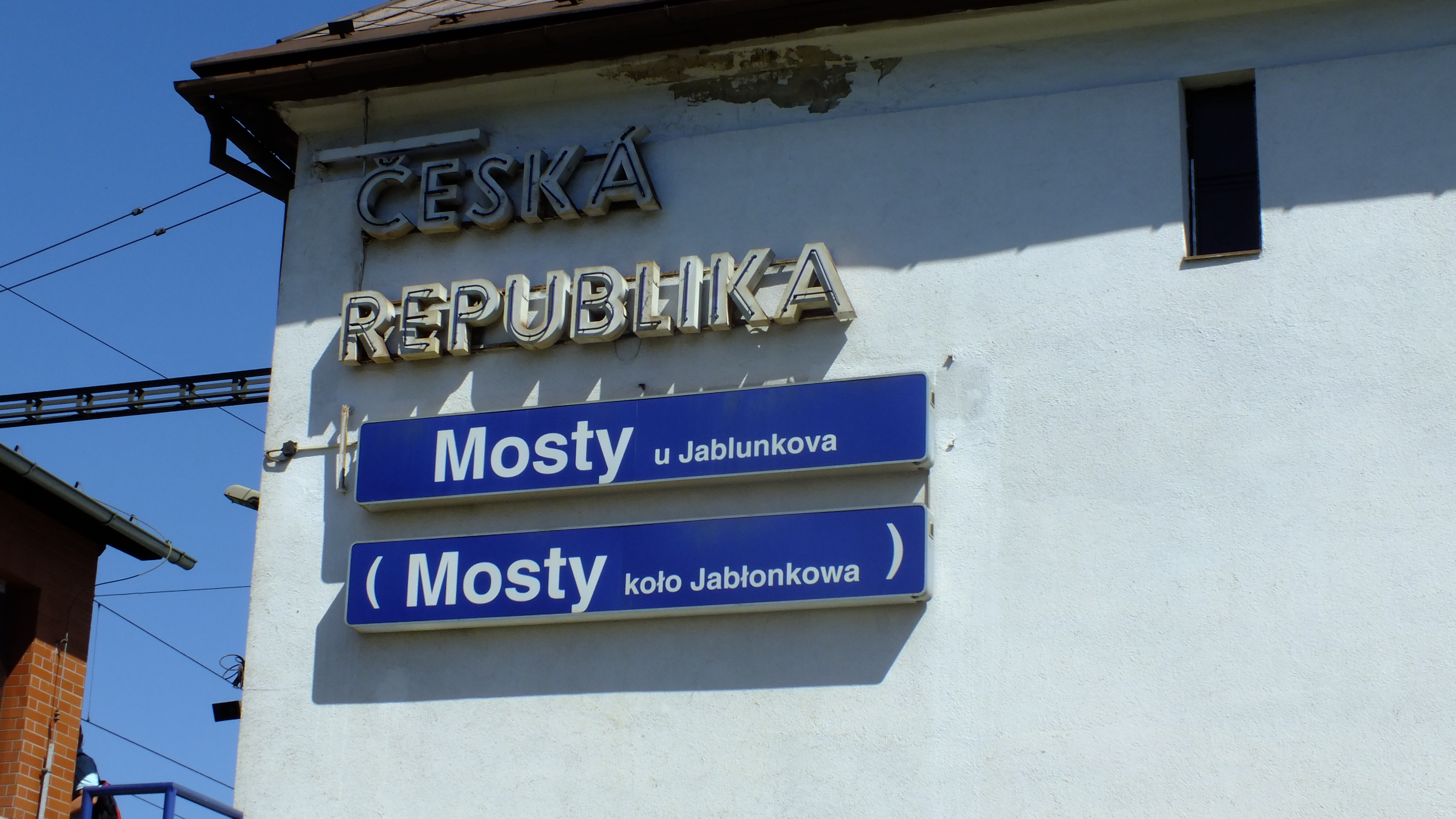
Hraniční označení
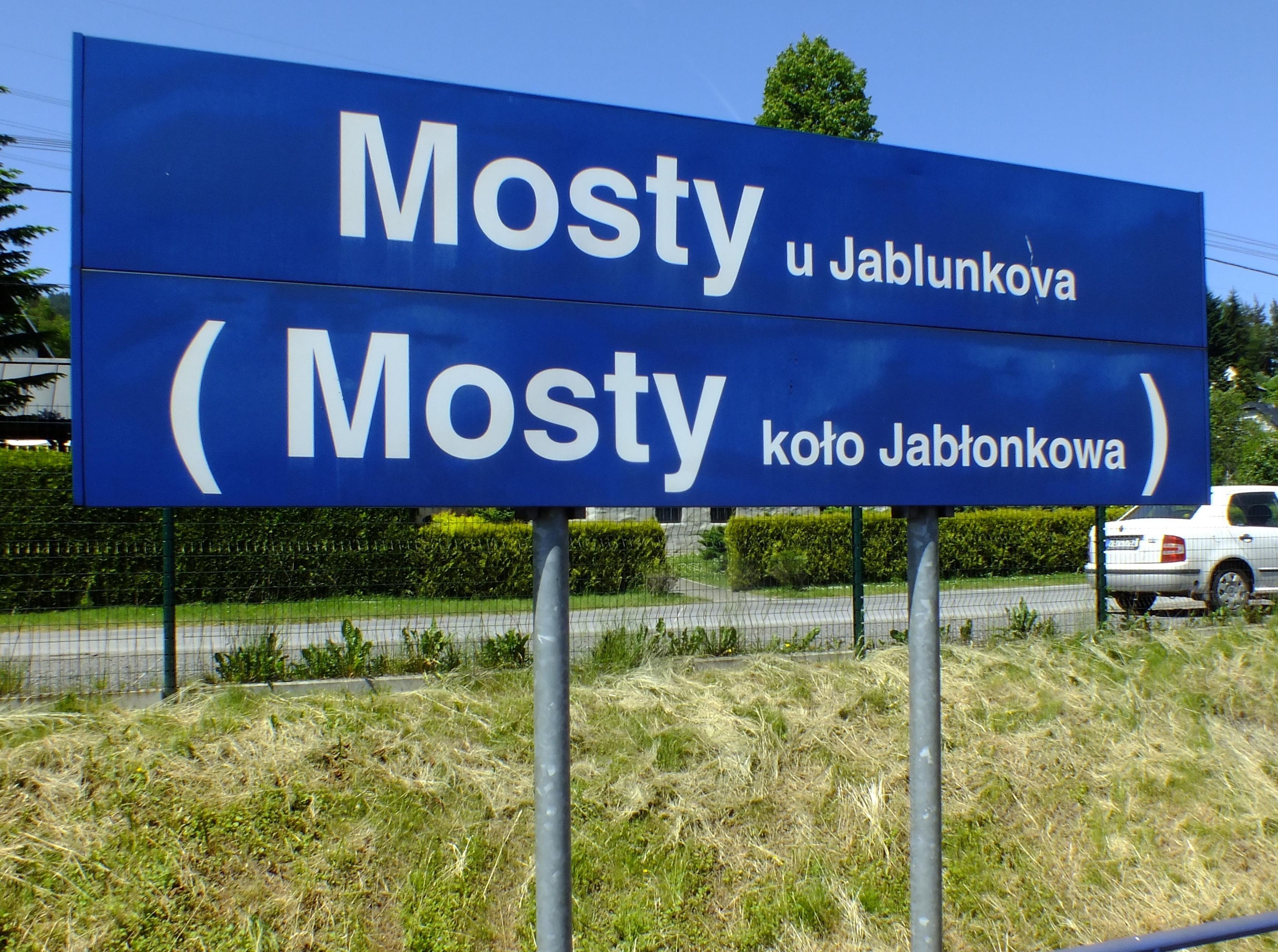
Cedule s dvojjazyčným názvem stanice